# Tofaş 131
La Tofaş 131, aussi connue sous les noms de Tofaş Şahin, Tofaş Kartal, Tofaş Doğan ou Murat 131 est un modèle d'automobile construit en Turquie par Tofaş, la filiale locale du constructeur italien Fiat. Similaire à la Fiat 131, elle est fabriquée sous licence entre le milieu d'année 1976 et octobre 2008. Elle avait pris la suite de la Tofaş 124, une Fiat 124 fabriquée sous licence en Turquie depuis 1971.

## Versions
À partir de 1976, Tofaş commence la construction locale de la Fiat 131, en quatre versions. 

### Murat
La Murat est la version de base, disponible en 2 ou 4 portes, munie d'un moteur 1 300 cm3 de 65 ch et d’une boîte à 4 vitesses.

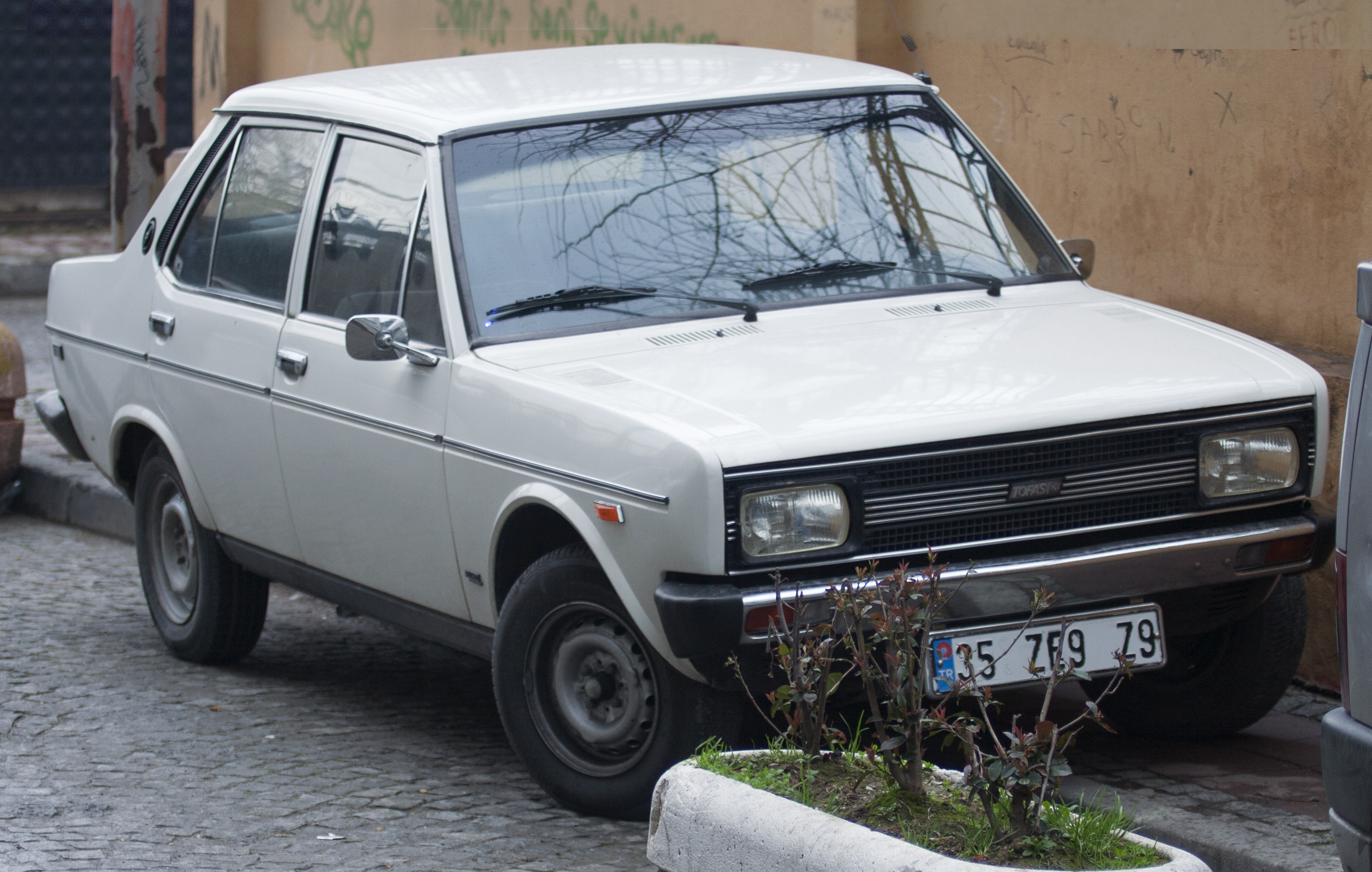
Tofaş 131 Murat 1300, avant
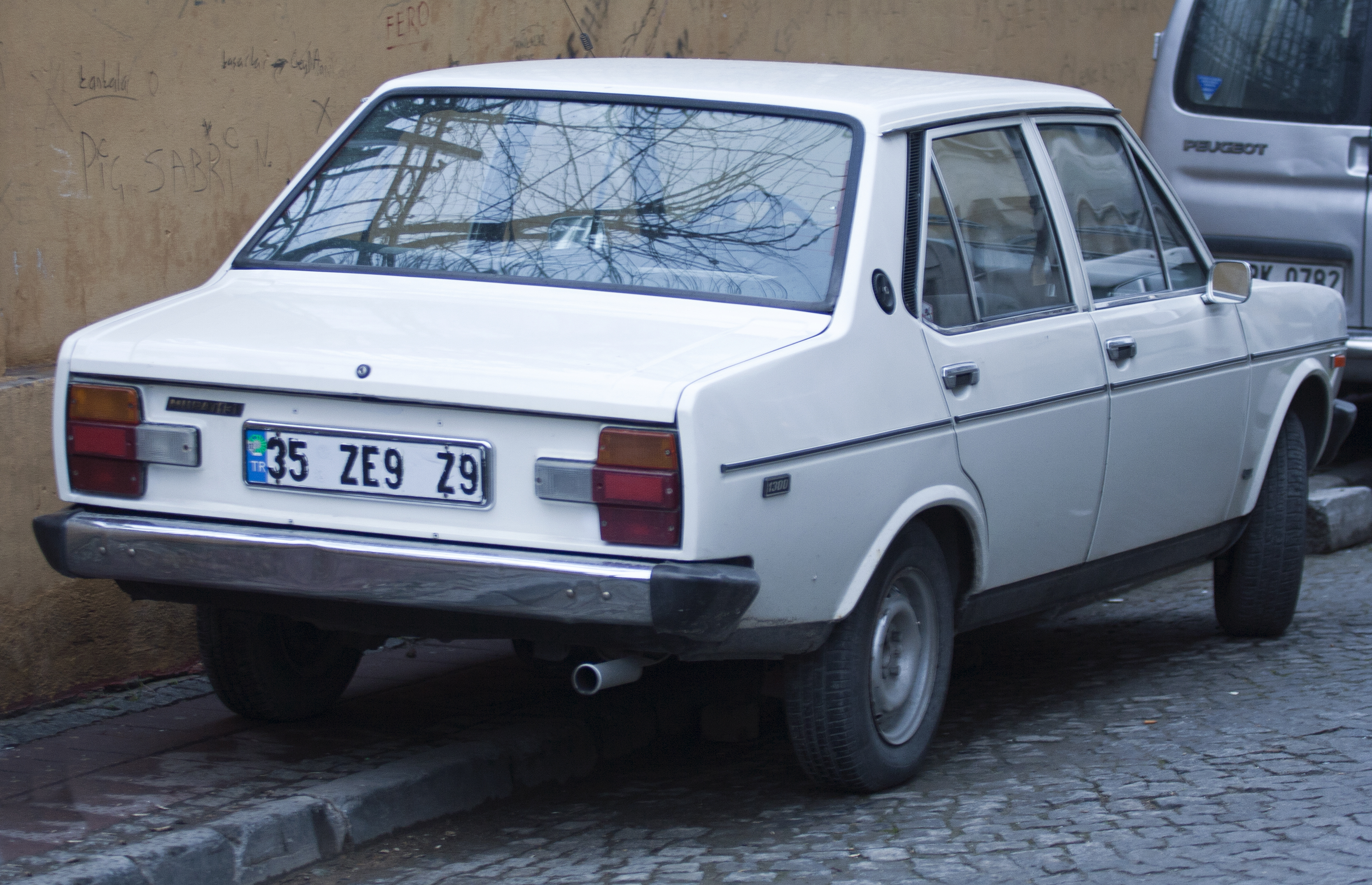
Tofaş 131 Murat 1300, arrière

### Şahin
La Şahin est une version de luxe, disponible seulement en 4 portes avec des motorisations de 1 300 cm3 de 65 ch et 1 600 cm3 de 75 ch et boîte à 5 vitesses. Il s’agit d’une version luxueuse reconnaissable à sa calandre à 4 phares circulaires, ses jantes au dessin « sport » et à son aménagement intérieur plus cossu.

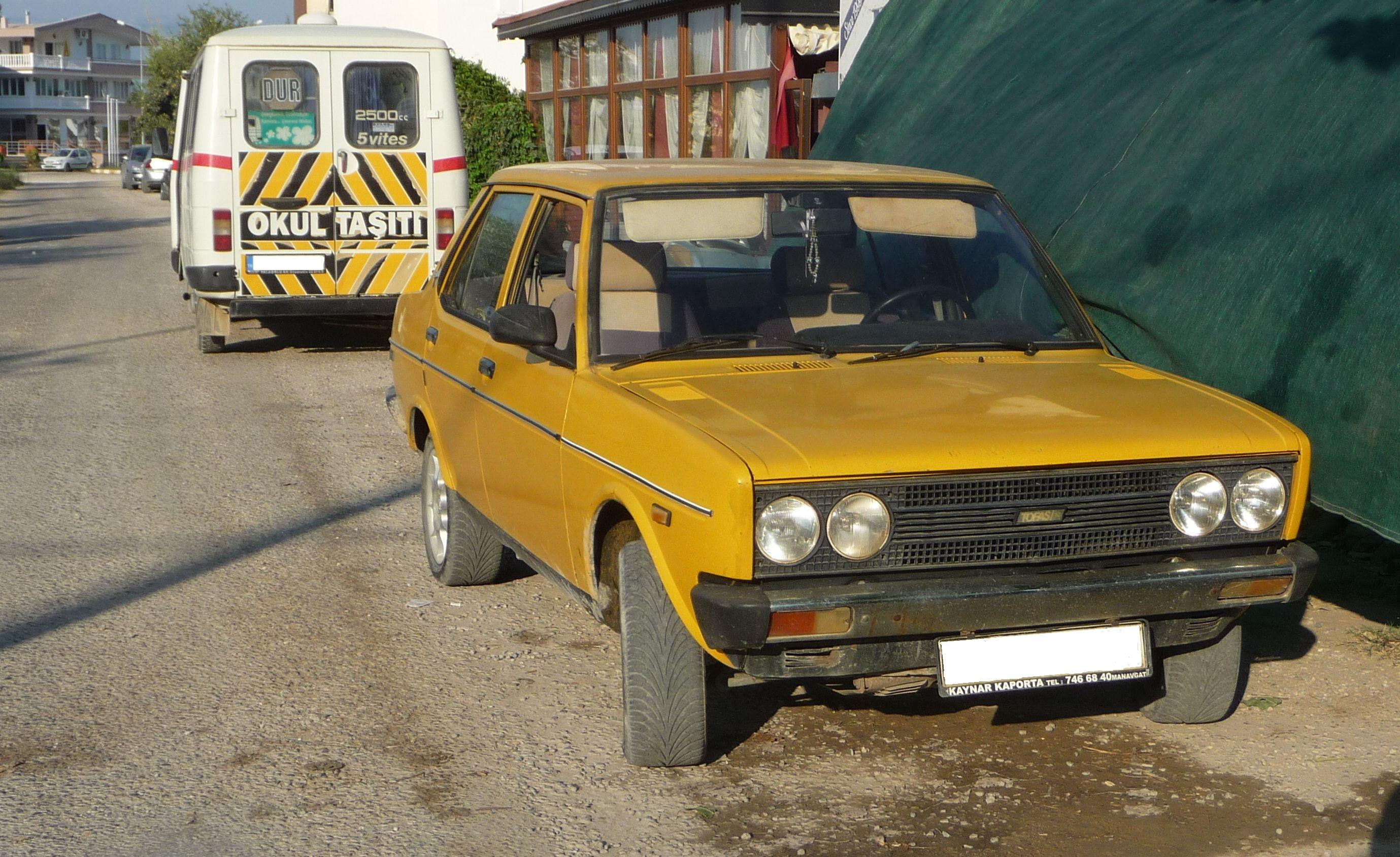
Tofaş 131 Şahin 1600 première version, avant
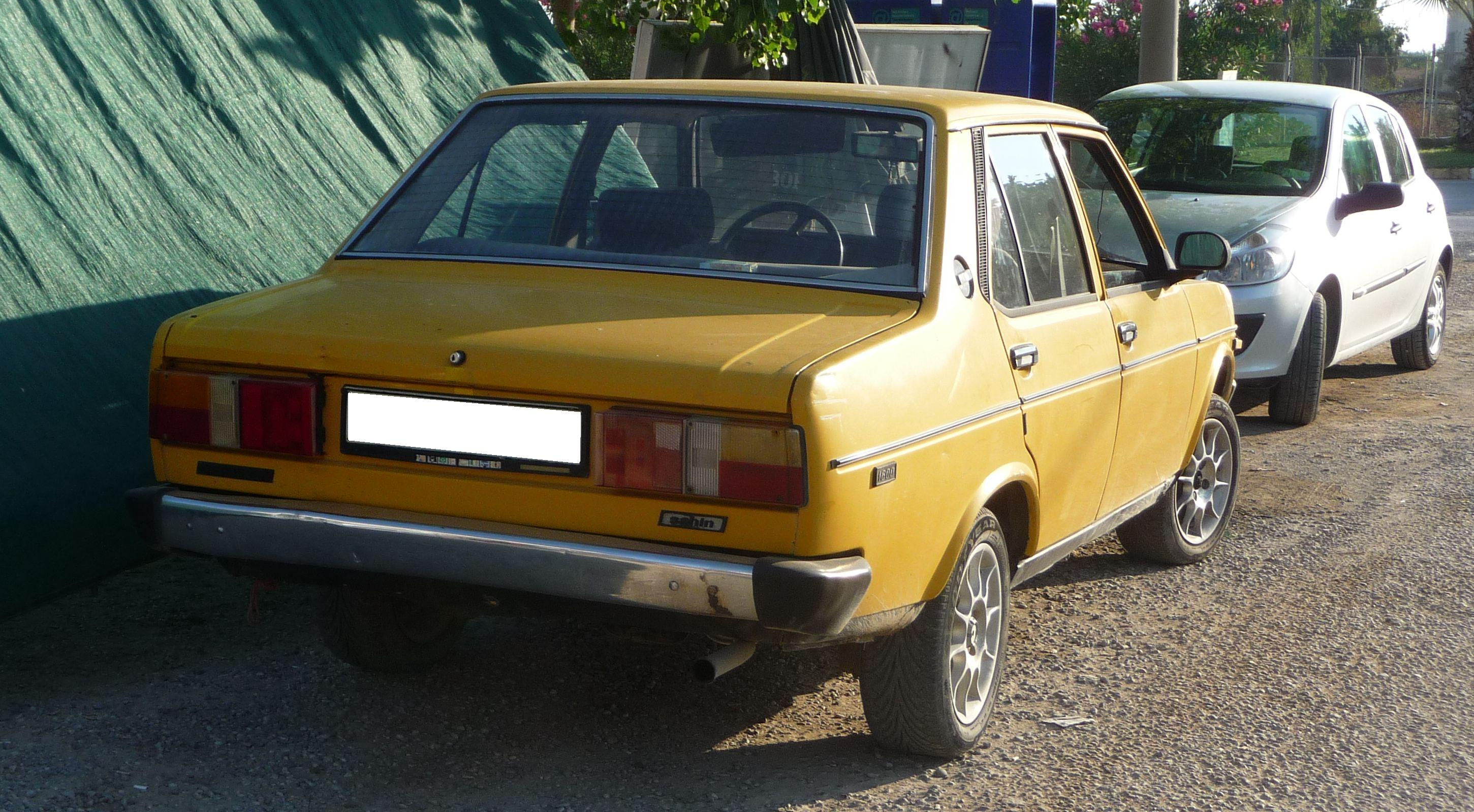
Tofaş 131 Şahin 1600 première version, arrière
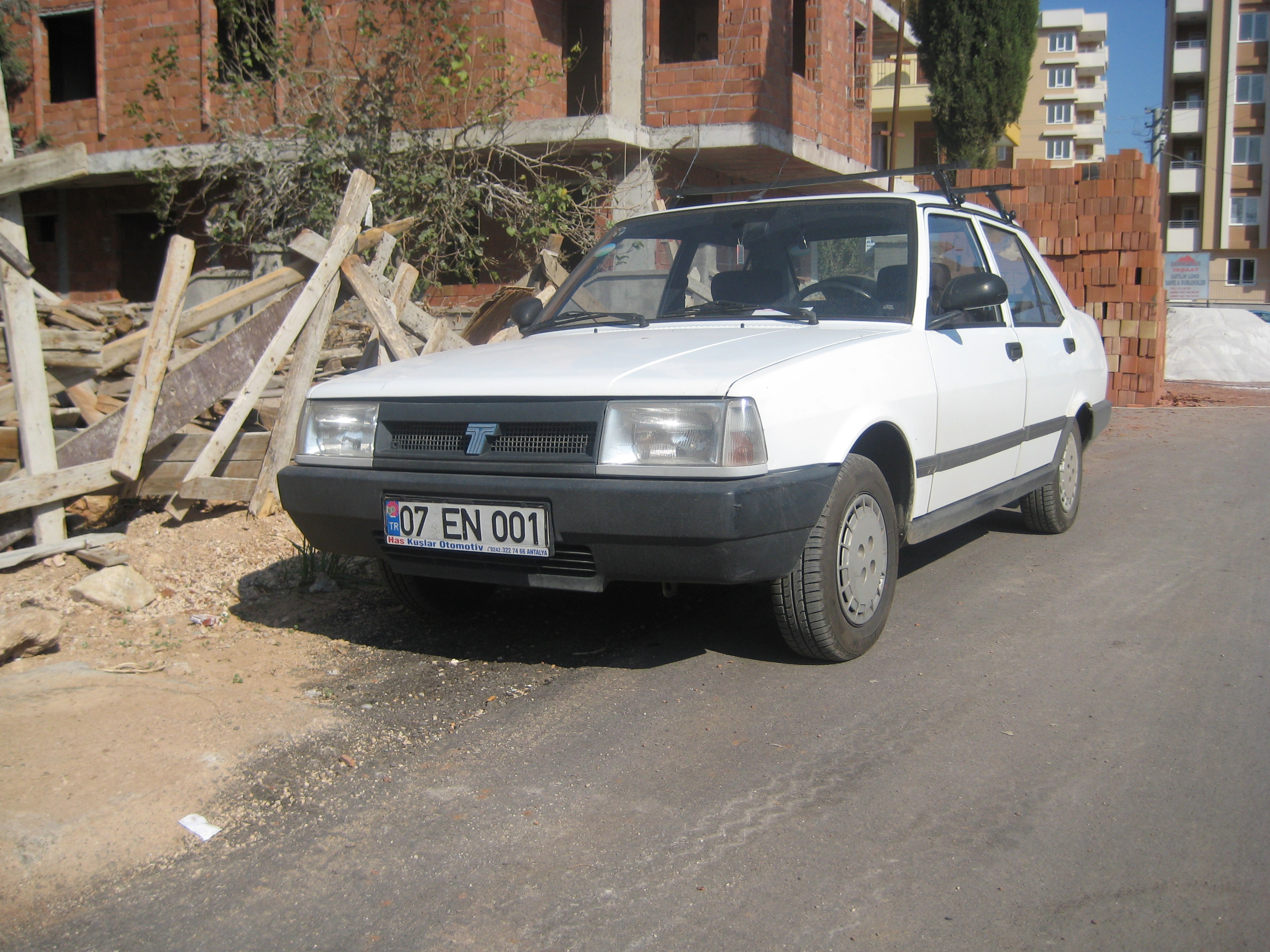
Tofaş 131 Şahin, avant
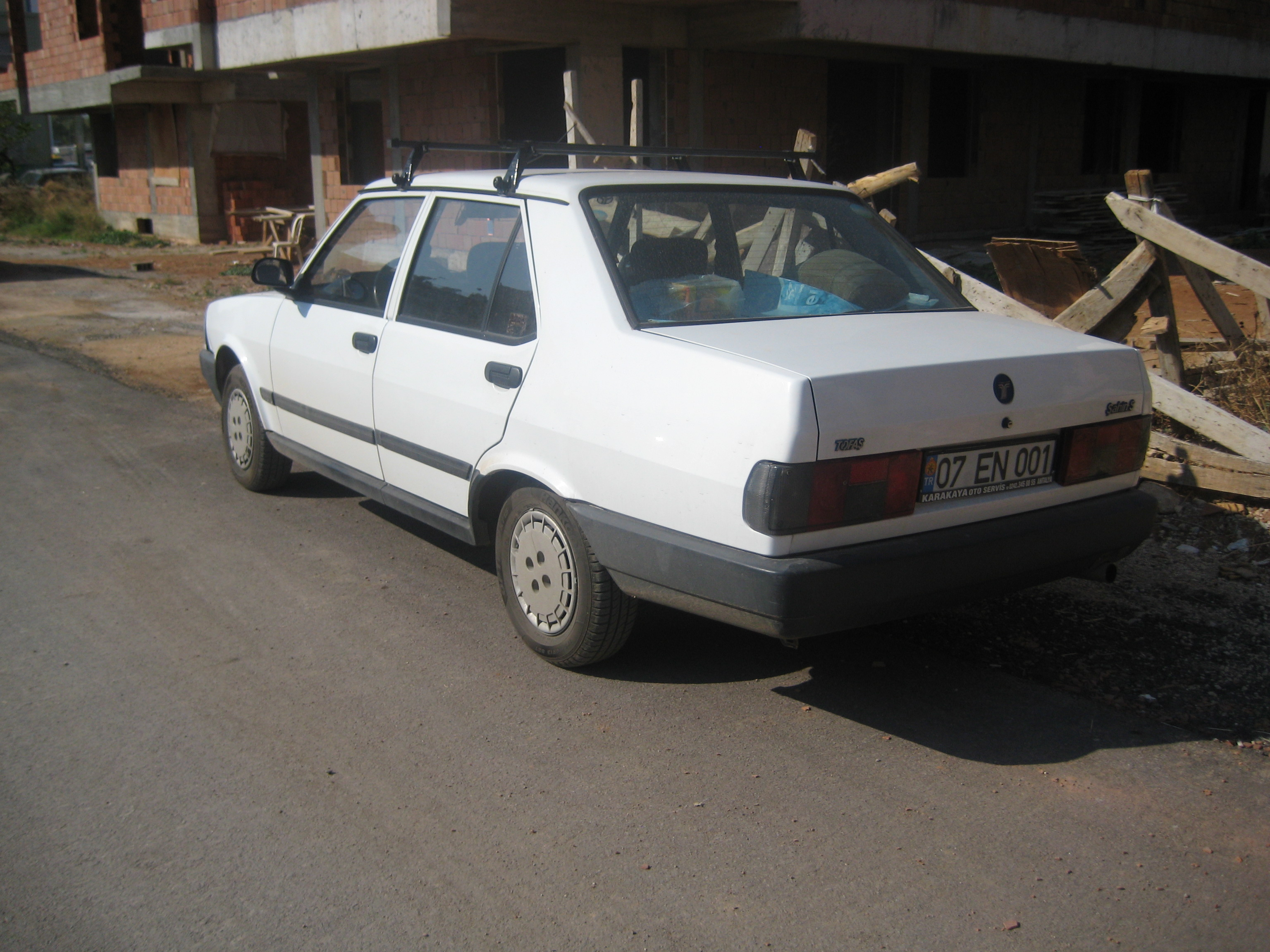
Tofaş 131 Şahin, arrière

### Doğan
La Doğan est visuellement identique à la Şahin, excepté le niveau de finition qui favorise la plus luxueuse Doğan. 

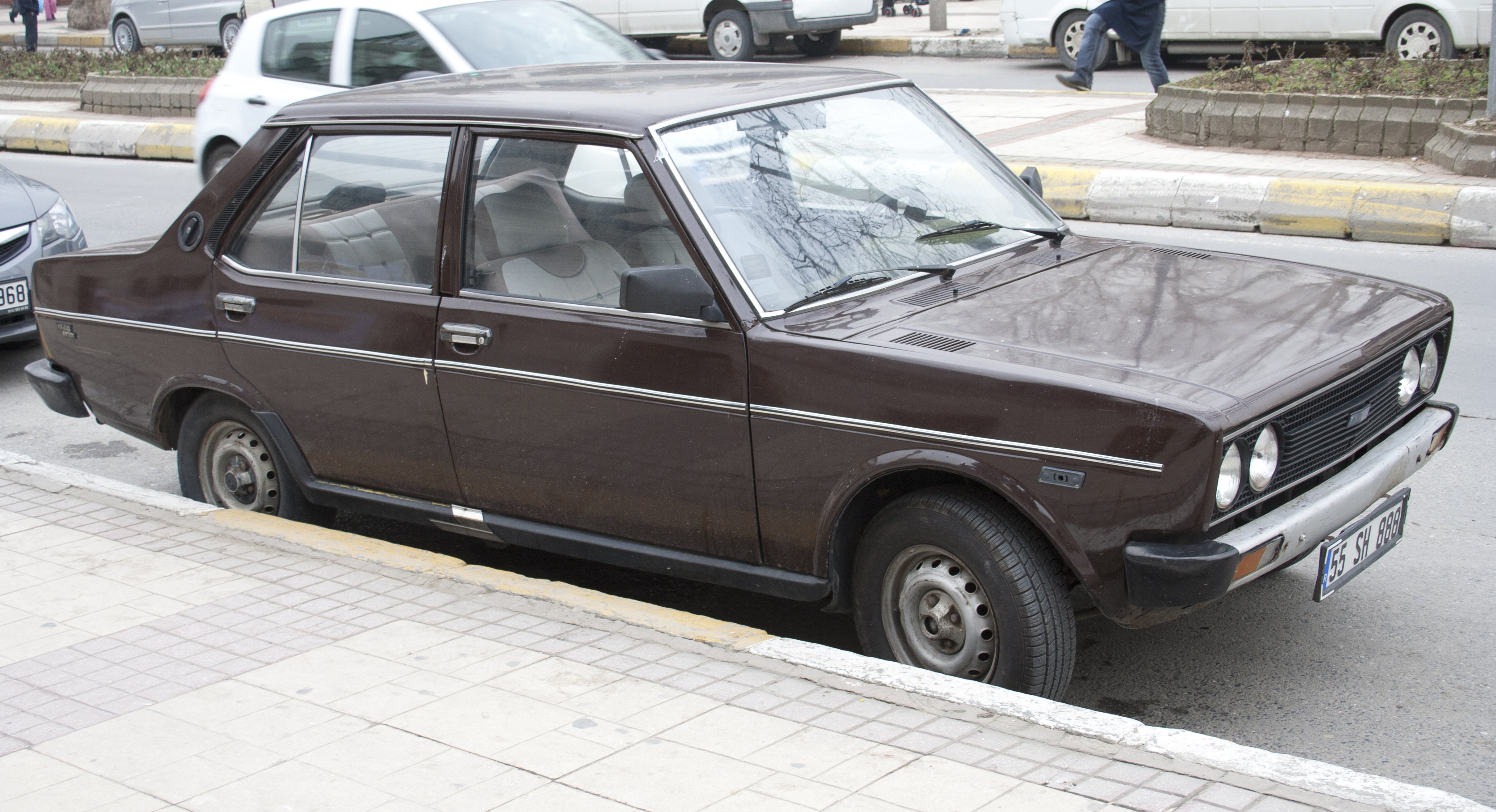
Tofaş 131 Doğan 1600 de 1982-84
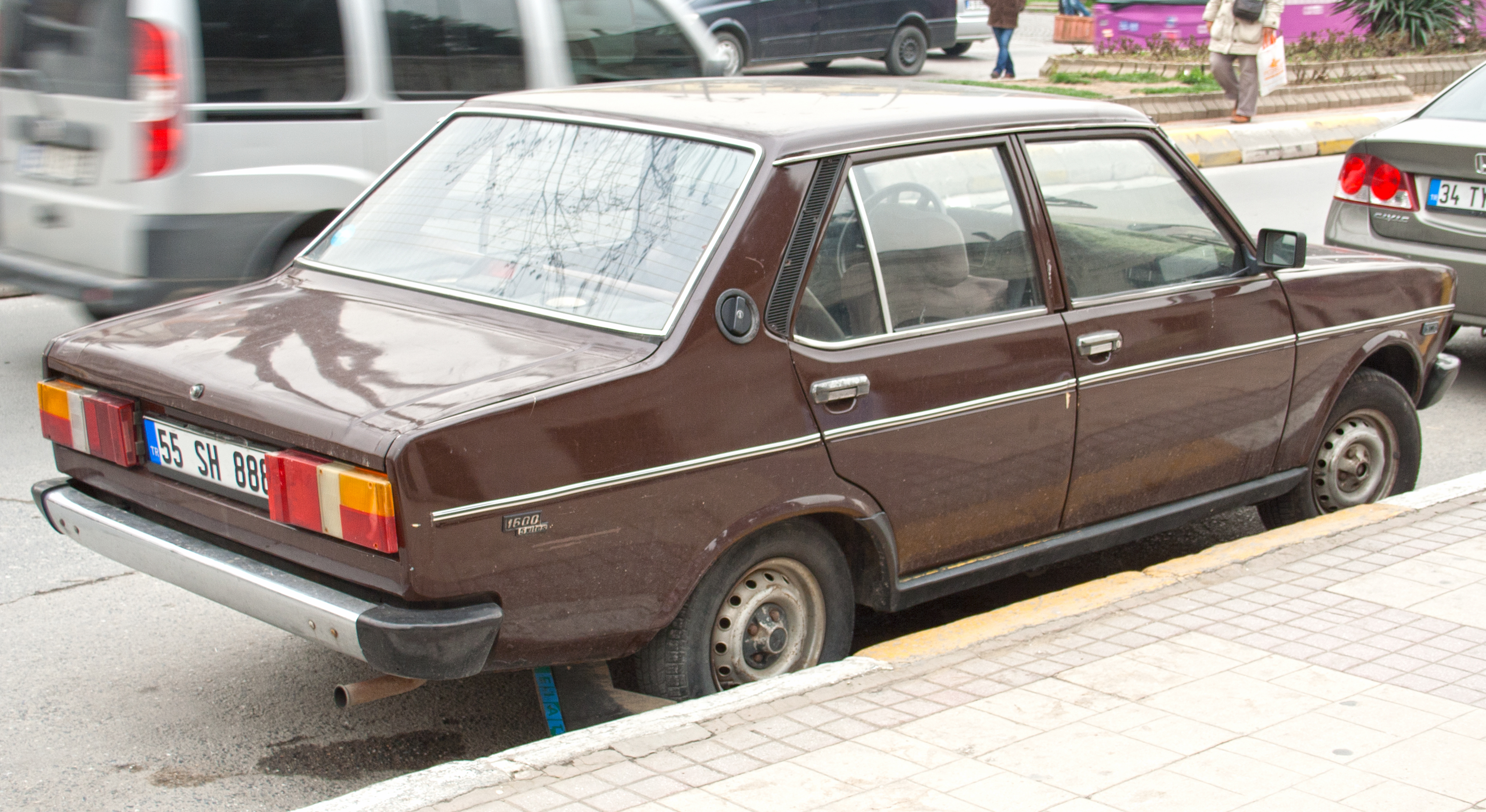
Tofaş 131 Doğan 1600 de 1982-84
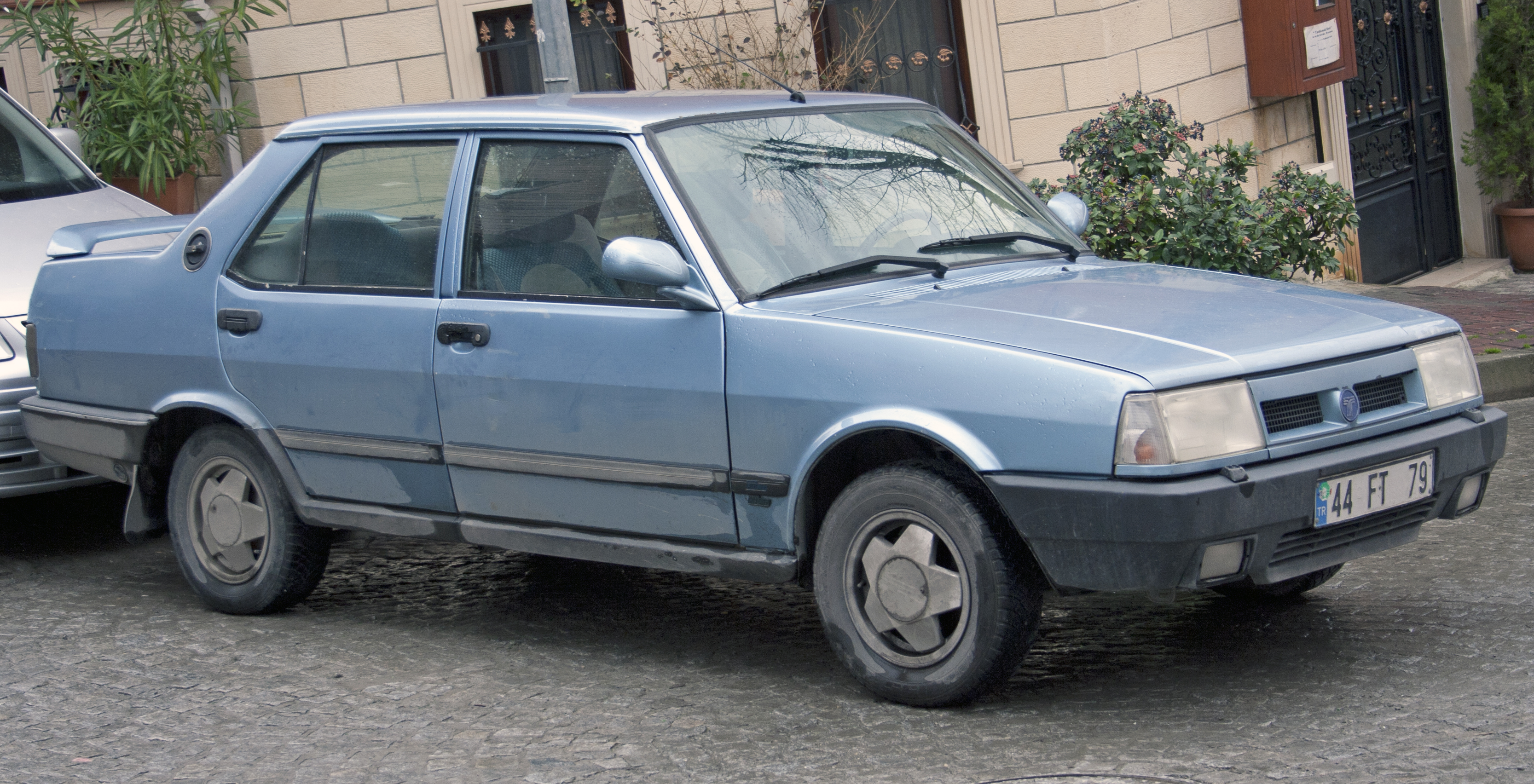
Tofaş 131 Doğan SLX
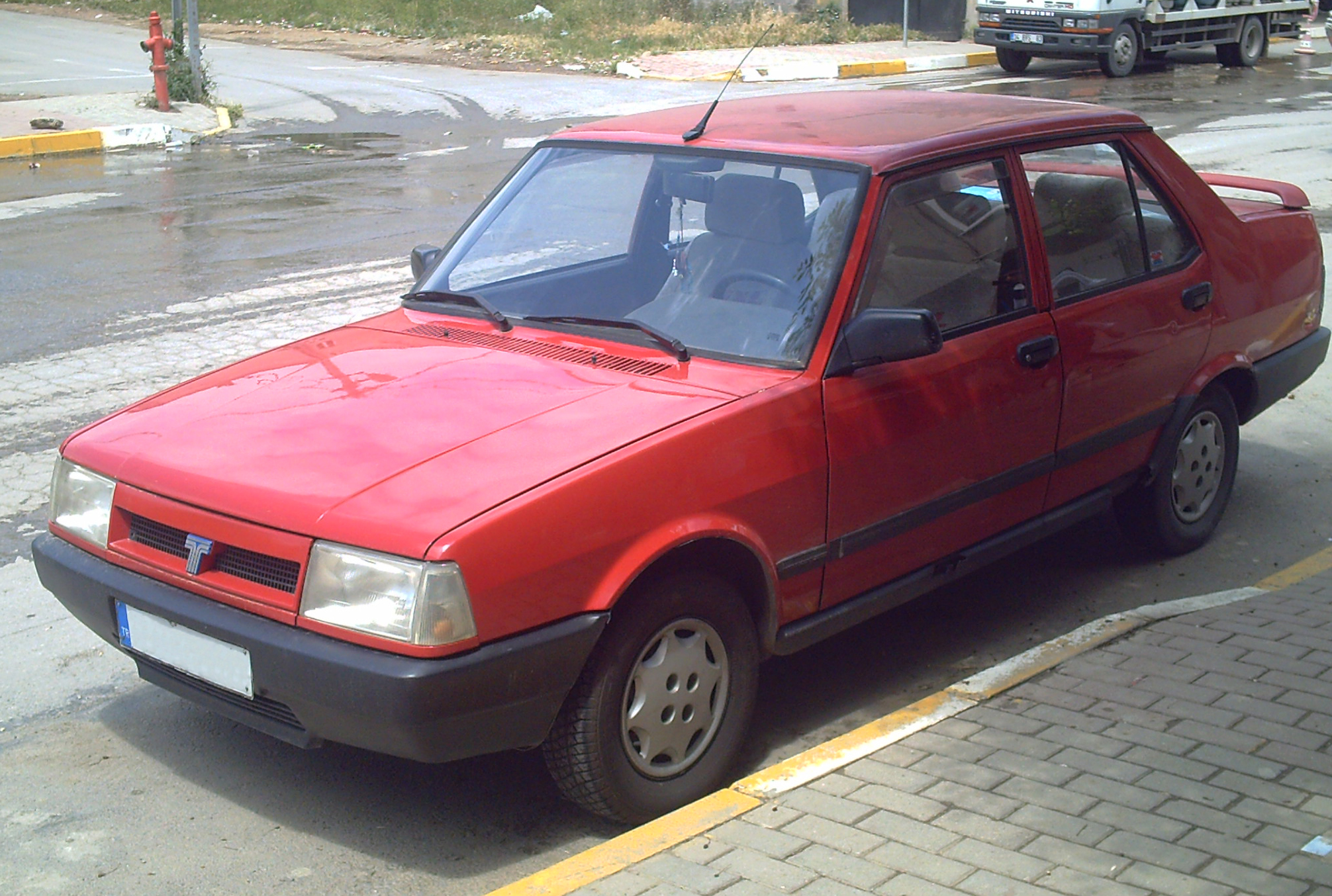
Tofaş 131 Doğan de 1994

### Kartal
La Kartal est une version break à 4 portes, avec une motorisation de 1 600 cm3 de 75 ch et une boîte à 5 vitesses.

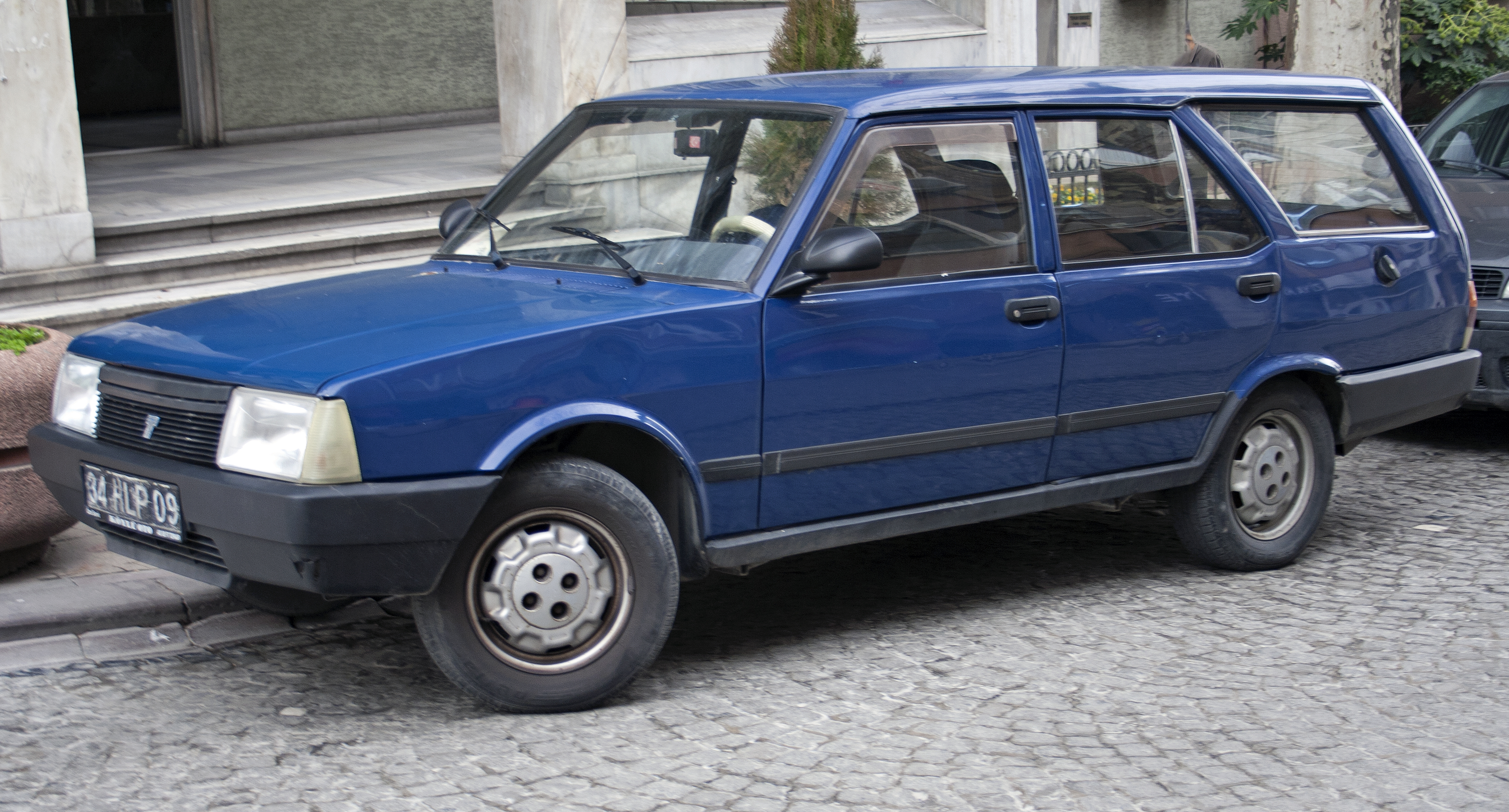
Tofaş 131 Kartal, avant
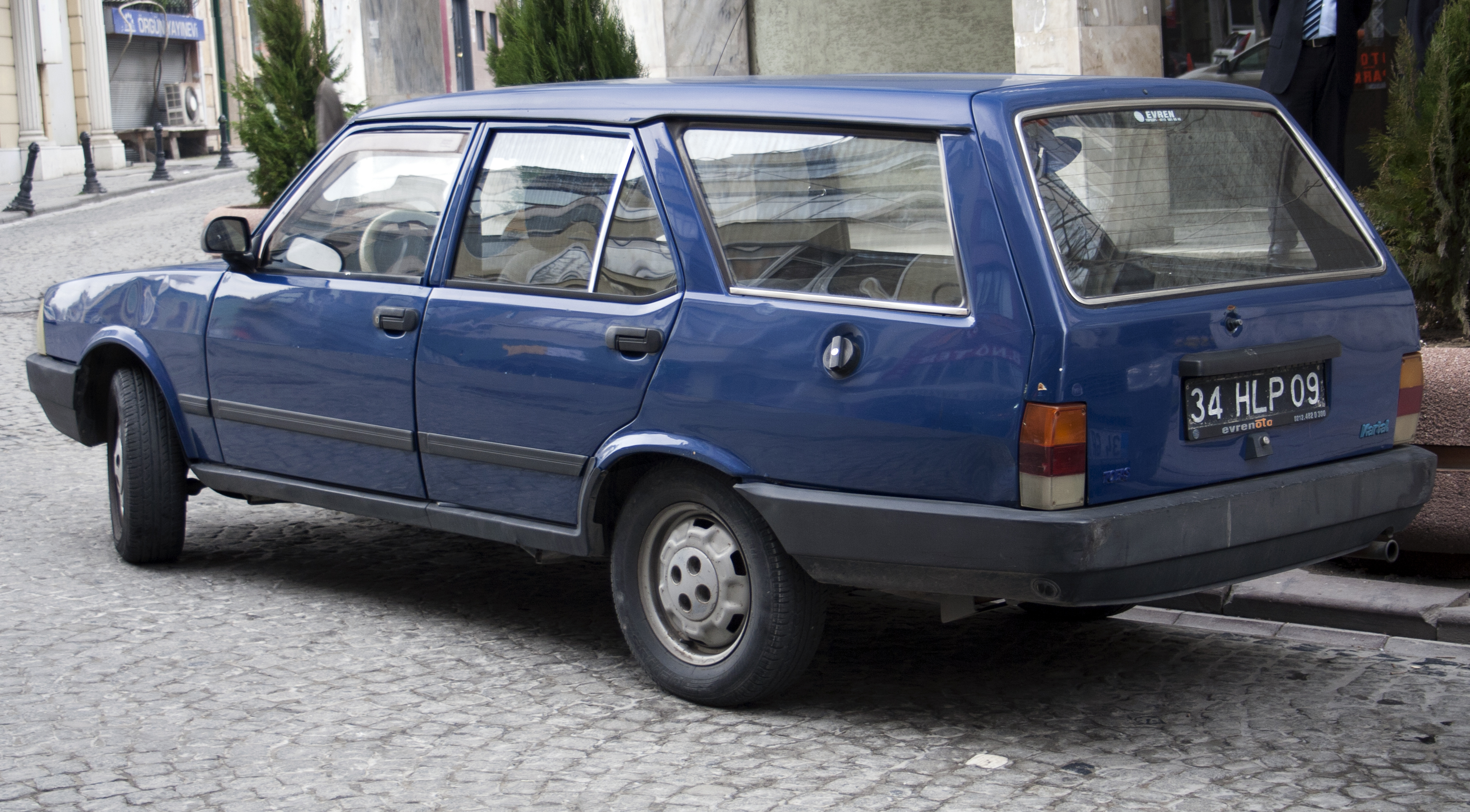
Tofaş 131 Kartal, avant
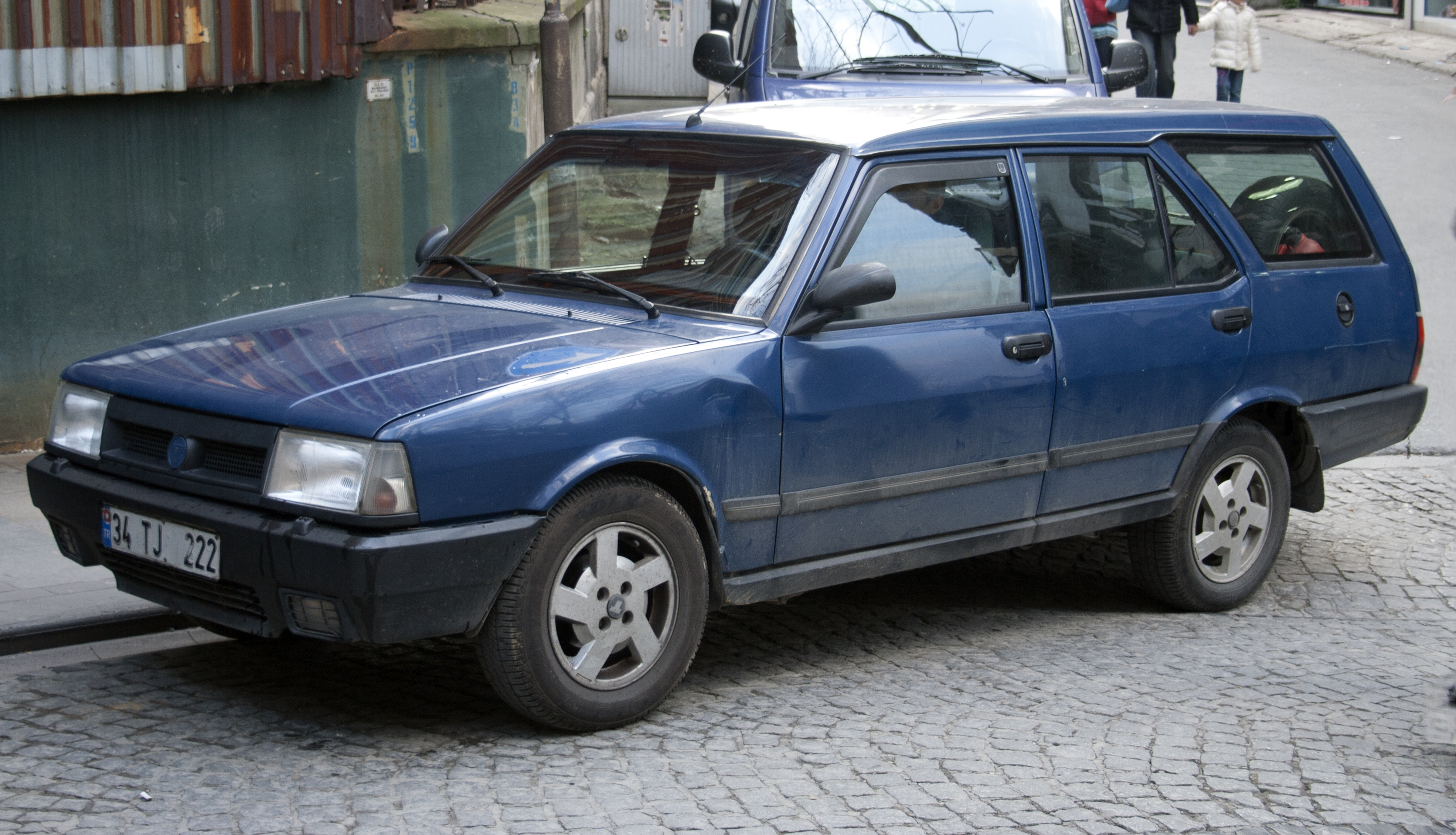
Tofaş 131 Kartal S, avant
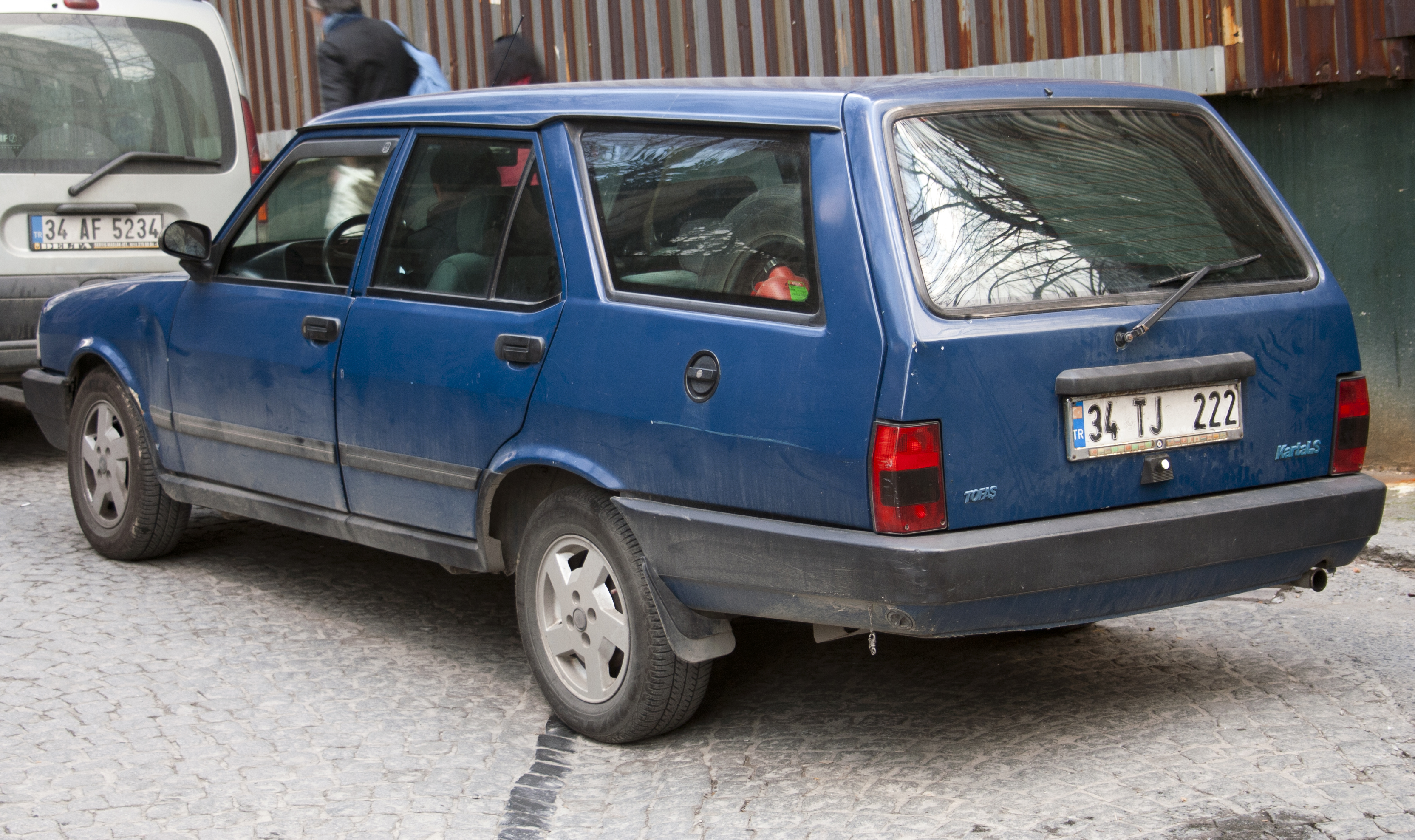
Tofaş 131 Kartal S, arrière
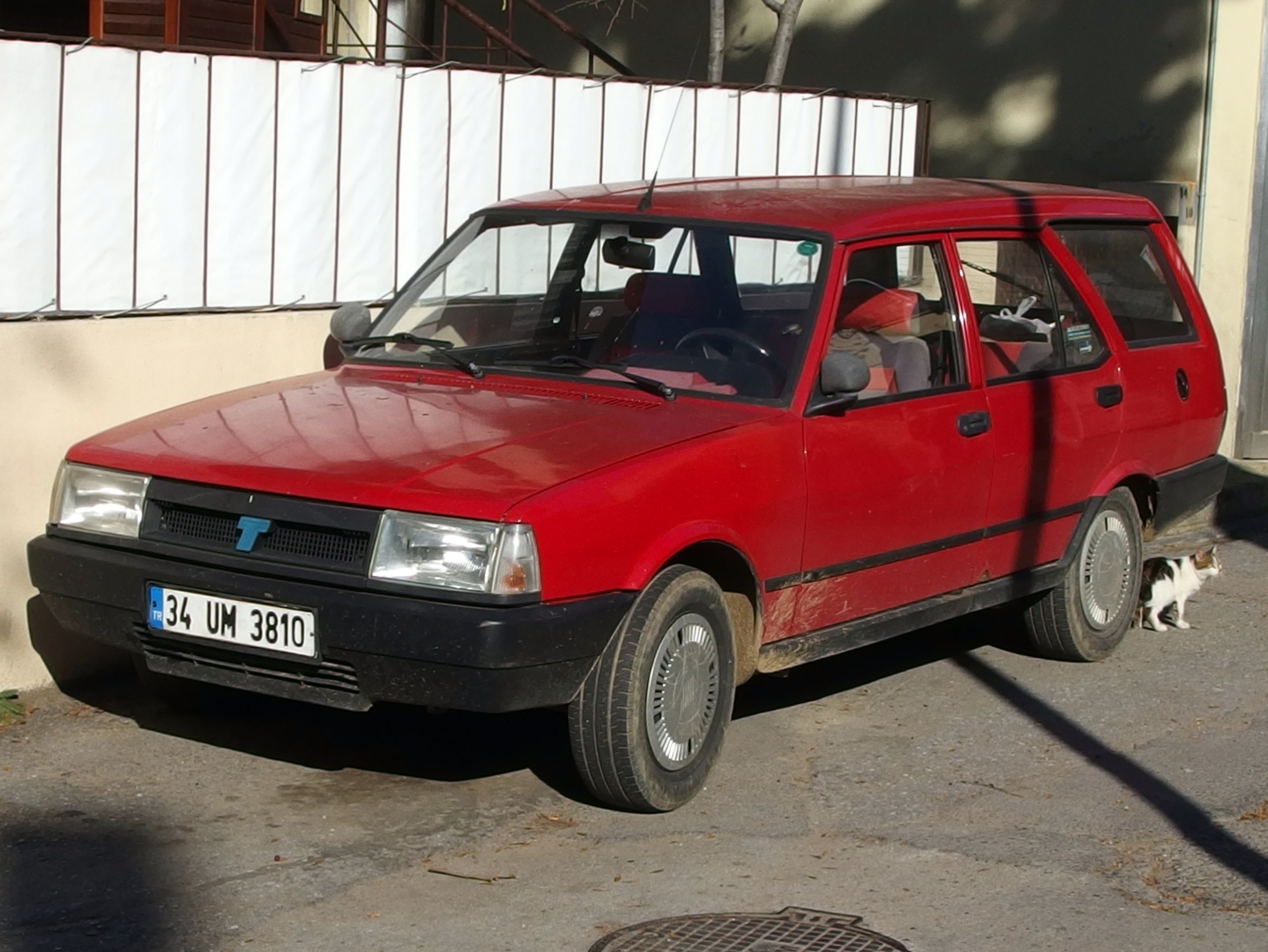
Tofaş 131 Kartal

## Histoire
En 1981, la Tofaş 131 reçoit des modifications de carrosserie, notamment au niveau des faces avant et arrière. En 1984, alors que la Fiat Regata devant succéder à la Fiat 131 est apparue au Salon automobile de Francfort de septembre 1983, la Tofaş 131 reçoit à nouveau quelques retouches.
En 1988, la Tofaş 131 subit un restylage important, ayant pour résultat une ressemblance avec la version de la Fiat Regata venant d'être mise en fabrication par Tofaş. Elle reçoit une calandre inclinée avec deux grands projecteurs rectangulaires, similaires à ceux de la Regata, nouveaux rétroviseurs, enjoliveurs de roues, pare-chocs boucliers, etc. À partir de ce moment, seule la cellule centrale subsiste de la Fiat 131 originelle. Elle n’évolue ensuite que très peu jusqu’en 1995. Elle est alors proposée en versions à quatre portes « Doğan », équipée d'un moteur de 1 600 cm3 de 96 ch, et break « Kartal » avec un 1 600 cm3 de 84 ch ou 96 ch. 
La gamme est réduite à partir de 1996, année de l’apparition de la Tofaş Tempra, copie conforme de la Fiat Tempra. La voiture reçoit une retouche de la partie avant et bénéficie des moteurs de la Tempra : un moteur de 1 400 cm3 développant 78 ch à 5 500 tr/min, et un 1 600 cm3 de 96 ch à 5 500 tr/min. 
En 2002, alors que la Tempra disparaît du catalogue, toutes les versions profitent d’un nouveau restylage mineur. En 2005, les motorisations bénéficient de l’injection électronique. En 2007 ne subsiste au catalogue qu'une version berline SLX, et le break.
La fabrication a été interrompue en mai 2008 après une production de 1 349 559 exemplaires, montés ou exportés en CKD.

## Après 30 ans, le déclin
Les modèles 131 Şahin, Doğan, et Kartal ont partagé la même plateforme à propulsion arrière avec un moteur longitudinal, une suspension de type MacPherson pour les roues avant et un essieu rigide à l'arrière dont la conception remonte aux années 1970.
Leur attrait principal était leur bas prix allié à une conception très robuste et un coût de maintenance minime, ce qui en a fait un modèle populaire en Turquie et dans de nombreux pays en voie de développement. Cependant, malgré un habitacle très vaste, cette conception ancienne n’offrait qu’une tenue de route inférieure aux concurrentes bénéficiant de la traction avant. Sa popularité en Turquie s'est affaiblie à partir du milieu des années 1990, mais elle est restée recherchée par les taxis.
Beaucoup de Tofaş 131 ont été converties au GPL en raison de l'envolée des prix de l'essence. Le modèle a été remplacé par la Fiat Siena (aussi baptisée Fiat Albea) et la Fiat Palio mais la série 131 n'a pas disparu pour autant, sa production restant présente pour les ateliers de pièces détachées et pour le CKD.

## Les versions en CKD
Depuis l'origine, des modèles Tofaş 131 ont été exportés en CKD en Égypte pour y être assemblés localement chez El Nasr. Après l'arrêt de la Fiat 128 en Italie, c'est son associé serbe Zastava qui livre les sous ensembles à El Nasr ; depuis l'arrêt de la Fiat 131 en Italie en 1983, Tofaş fait de même avec la Tofaş 131 Şahin. 
Depuis 2006, la Tofaş 131 est également produite en Éthiopie.
À partir de 2006, la Tofaş 131 Şahin est également assemblée en CKD à la cadence de 5000 exemplaires par an  sous le nom de DOCC — pour Dutch Overseas Car Company — à Addis-Abeba en Éthiopie, chez Holland Car. Il s'agit d’une coentreprise entre une société Hollandaise, Trento Engineering, et une société locale constituée pour l'occasion, Ethio-Holland.
Une ligne de fabrication de Tofaş 131 devait être installée au Congo, selon les informations du constructeur turc diffusées à l'époque.

## Fiches techniques

### 131 1300
- moteur 4 cylindres en ligne, 1297 cm3, 65 ch DIN à 5200 tr/min, 10,4 mkg à 3000 tr/min, 1 carburateur simple corps, boîte 4 vitesses (5 en option)
- Propulsion
- Disques Av, tambours Ar
- Suspension à ressorts hélicoïdaux Av et Ar, essieu Ar rigide
- Pneus 155SR13 (break 165SR13)
- 150 km/h

### 131 1600
- moteur 4 cylindres en ligne, 1585 cm3, 2ACT, 96 ch DIN à 6000 tr/min, 13 mkg à 3800 tr/min
- Boîte 5 vitesses
- 170 km/h